# Tanjung Leban (Bukit Batu)
Tanjung Leban is een bestuurslaag in het regentschap Bengkalis van de provincie Riau, Indonesië. Tanjung Leban telt 1145 inwoners (volkstelling 2010).